# 黑铁
《黑鐵》（日语：クロガネ）是日本漫畫家池澤春人的漫畫作品，於日本集英社的《週刊少年JUMP》2011年39號開始連載。單行本全8卷。

## 作品介紹
主人公是黑鐵博人，自小開始是運動白癡、在同學眼中是不中用的人。某天，博人路過櫻花樹，突然出現一名女姓，她自稱是「櫻一刀流」刀條朱里，並叫博人嘗試躲開她揮下的一刀，博人成功躲開並逃去。其後在夢中再遇見刀條朱里，朱里是江戶時代中，被頌為當時劍道最強的劍之名——「櫻一刀流」的一代劍道老師，因一場火災失去所有門下弟子，如今以幽靈存在世上。她指博人是她在尋找繼承者的150年裡，能避開她一刀的第一人，並想由博人成為「櫻一刀流」繼承者，復蘇「櫻一刀流」，讓世人再次了解它的強大。這時，櫻夏高中劍道部招募新成員，博人被鄰座同學兼劍道部員白鳥燕遊說入部。博人在巧緣之下加入劍道部，為了成為英雄，在朱里的指導下成長，邁向劍道之路。

## 登場人物
黑鐵博人
本作的主人公，高中一年級，外貌特徵是黑眼鏡﹐男性。
自小是運動白癡，同學都認為凡有他在隊內的運動都會輸。某天遇上刀條朱里後因避開朱里的一刀，被肯定為失傳已久的「櫻一刀流」的唯一繼承者，在朱里的協助下，以成想成為「為大家而戰鬥、勝利的劍道英雄」為目標，加入櫻夏高中劍道部，透過不斷的磨練想變得更強，慢慢向劍道之路邁進。
小時候憧憬著一位「英雄」——白銀光輝。
博人不是因為視力不好戴眼鏡。他戴的是平光鏡，因為他能把事物、動態看得很清楚，所以會感到疲累，因此平時會以眼鏡來抑制住。
在能力測試中，基礎能力數值為0，是至今為上倒數第一。
在「吊竹地獄」測試中，被擊中0次，被神宮主將和其他部員肯定為部員之一。
體力不足是博人的弱點之一。
在夢中接受朱里的「櫻一刀流」的訓練，加速對劍道的成長。
在白零高中練習賽的正式部員選手選拔時對決筧吾郎，最後和局。成為練習賽的次鋒﹐後被改為大將。
被捨棄的大將
在白零高中練習賽中，後來應隱居監督的安排，認為為了集中主力安穩地取勝，捨棄弱小的部份，是面對比自己強大的對手時最有效的取勝方法，也就是在大將戰出場先嬴三局的策略，大將是最弱也沒關係，所以改變出場次序，使博人成為練習賽的大將。然而，在其他部員認為，與博人對決，要嬴並不是難事，也就是博人並未得到部員們的認可，所以博人還未算上真正意義上的「正式選手」，從某種意義上就是「被捨棄的大將」。博人不甘心，並隨隱居武文到白零高中劍道部學習他人的劍法。
在白零高中練習賽落敗後，請求神宮主將教導劍道。
在滑步練習後與江花青春對決，使滑步成了反射動作，順利以2連勝勝出。
在開始劍道第一個月後﹐開始了解自己是「反擊技」劍士﹐無法主動進攻的弱點。
在櫻大杯新人劍道大會新人賽第一場擔任大將完勝。
在櫻大杯新人劍道大會新人賽準決勝戰中擔任大將﹐閉上「善用眼」破解大木昴的「虛之先劍」。
櫻大杯新人劍道大會新人賽勝出。
關東預選賽擔任副將。
在遇上「櫻一刀流」第十五代目﹐本家——刀條真﹐被問到關於「櫻一刀流」的事情及被壓倒性擊倒後﹐為了一星期再遇刀條真的時候不被禁止再次使用「櫻一刀流」的權限後﹐在不讓朱里知道相遇刀條真的情況下努力修練﹐想靠自己的力量獲得揮舞「櫻一刀流」的資格。
刀條朱里/刀條小百合
主要人物之一，有一把緋紅的長髮，女性，身穿和服，喜歡吃納豆飯。
大約150年前的江戶時代，作為「櫻一刀流」第七代目，最後一任的師父，後來因一場火災失去所有門下弟子，刀條也喪身於此，因此沒能使「櫻一刀流」流傳於世。成為幽靈後，因為代代相傳的劍技在她的一代中絕跡而耿耿於懷，並一直尋找繼承者。直到150年後，朱里覓到了博人，並透過博人避開她一刀的能力，認定博人能成為她的唯一繼承者，並為了復蘇「櫻一刀流」，讓世人再次了解它的強大。指導博人劍道，一直扶助博人的成長，幫助他成為英雄。
因為是幽靈，為了方便日光行動，所以朱里借用了博人母親放在客廳那個最珍視的市松人偶作媒介。人偶的外型為朱里的迷你版。
在博人的夢進行「櫻一刀流」的訓練，以殺死他的心情訓練博人學會眼睛的使用方法會劍技，加速博人對劍道的成長。指在夢中的體力是無限，可以把博人訓練到吐為止。
曾以靈體與夜鷹泰山交鋒，承認他的強悍，了解他擁有和博人相同的「眼」，其後避免令泰山變強，並中斷對決，將打倒日本第一的使命托付給弟子黑鐵博人。
認為對劍士來說，知識和智慧更重要，比起只知道了問題的答案的人，能從問題引出答案的人較強。
刀條真
雲鶴高中二年級，男性，外表中性，「櫻一刀流」第十五代目繼承者。
為了解黑鐵博人曉得「櫻一刀流」而會見他，稱博人是「冒牌貨」，因為「櫻一刀流」在現今是獨子相傳，所以對博人抱有疑惑，並以「本家」對「冒牌貨」作出讓步;如果博人可以觸碰到她，刀條便會不再出現在博人面前，反之，如果博人輸了，就不能再使用「櫻一刀流」。為給予博人最後機會，將在一星期後會再找博人，到時便是了結之時。
暗中調查到黑鐵博人與第七代目刀條朱里應該有著密切關係。
對「櫻一刀流」為「王之劍」非常執著，所以不允許失敗，認為弱者揮舞它會令「櫻一刀流」蒙羞。
一星期後與博人對決，對他的進步感到驚嘆，在對話後徹悟，認為讓世界知曉「櫻一刀流」真正力量的時機到了，決定在初次出戰到外面的世界。

### 櫻夏高中
黑鐵博人
詳情參見#登場人物
白鳥燕
主要角色之一，高中一年級，黑長髮，會戴著粉紅的髮箍，身材窈窕的女生，是櫻夏高中男子劍道部經理及女子劍道部部員﹐被稱「櫻夏最強情報源」。
是黑鐵博人的鄰座同學，也是邀請博人加入劍道部的人。
對黑鐵博人有好感，記得開在學典禮博人曾為她撿橡皮膠，認為他是好人。
某日為劍道部採購，遇上一群壞人，後被博人救助。
在與博人對話時會臉紅，認為博人在萬一的時刻會變得很強，相信他能成為櫻夏的英雄。
曾在後巷為江花青春貼上膠布。
葉櫻士道
櫻夏高中劍道部的部員。高中一年級，啡頭髮，男性。
討厭別人侮辱劍士。
在大會保持了全勝的記錄，中學的三年沒有輸過一分，人稱「東京最強劍士」。因為左手受傷，平時只能用右手發揮一半的力量。他在之前與博人的決鬥中，肯定了博人的實力，並與博人一同申請入部劍道部。對黑鐵博人的才能十分信心，經常想挑戰博人﹐視他為競爭對手。
在能力測試中，被劍道部部員指他的速度及上田徑部的全國級別。
因為左手傷勢，通常使用右單手上段。
在白零高中練習賽的正式選手選拔對決由利瞬太，三局全勝，成為練習賽的中堅。
在白零高中練習賽中，後來應隱居監督的安排，改變出場次序，成為練習賽的副將。
在都大會決勝戰經常大狼空與對戰，認為他是野獸般的強悍，對他印象深刻。
在櫻大杯新人劍道大會新人賽第一場擔任中堅完勝。
在櫻大杯新人劍道大會新人賽準準決勝戰中擔任中堅。
櫻大杯新人劍道大會新人賽勝出。
關東預選賽擔任中堅。
江花青春
櫻夏高中劍道部，高中一年級，鼻上貼有膠布，深紅髮﹐男性。
在入學式當天因跟人打架愛到停課處分，為了相遇以前在後巷為他貼膠布而一見鍾情的女生，回到櫻夏高中。
喜歡著白鳥燕。
在後巷解決小混混後，因汽水機認識黑鐵博人，運動神經超好，以跳躍力和技巧爬上幾樓的天台令博人驚愕。
隱居武文親戚的兒子，在隱居武文的道場留宿過一段時間。
在初中曾是劍道部部員，能輕易壓倒勝利，其後與一名討厭的劍道部部員三中發生打鬥，三中向老師投訴而令青春停學處分，並受到劍道部部員的不負責任和指責，變得討厭劍道。
知道入學式當天遇到的女生是白鳥燕是劍道部部員後，起初為了討好白鳥燕而加入櫻夏高中劍道部，後因青春再與小混混對抗時，黑鐵博人等人趕到，博人指他一直忍耐而不打架的原因是為了保護劍道部，在練習時的青春也是在笑的，指他其實很喜歡劍道，青春便以不想欠人情為理由留在劍道部。
在滑步練習後與黑鐵博人對決中2連敗。
在櫻大杯新人劍道大會新人賽第一場擔任先鋒完勝。
在櫻大杯新人劍道大會新人賽準準決勝戰中擔任先鋒。
隱居武文指他的弱點是攻擊太單一﹐需增加擊中攻擊的變化。青春為對付音無奏﹐將「打架鬥法」融入自己的劍道﹐在新人劍道大會新人賽準決勝戰平局。
櫻大杯新人劍道大會新人賽勝出。在比賽後因為黑鐵博人霸佔風頭，所以視黑鐵為競爭對手。
關東預選賽擔任先鋒。
神宮劍
櫻夏高中劍道部的主將，高中三年級﹐男性﹐臉上有一條橫長疤痕，人稱「櫻夏之柱‧無冕之劍豪」。
部員們對他十分恭敬。
以全員的手為櫻夏拿回日本第一為目標。
小時候接受過隱居武文的劍道訓練。
在白零高中練習賽擔任大將。
在白零高中練習賽中，後來應隱居監督的安排，改變出場次序，成為練習賽的中堅，在比賽中使用「火之式」，以2連勝提高士氣。
經常鼓勵黑鐵博人。
初中時﹐與朝霧直是挈友﹐以「不是徒勞不徒勞﹐而巴做到做不到」的毅力不知不覺打動了直加入劍道部。直退出劍道部的原因﹐認為是自己能力不足才失去部員朝霧直。
關東預選賽擔任大將。
由利瞬太
櫻夏高中劍道部副部長，高中三年級，男性。
在對白零高中練習賽的正式選手選拔對決，三局完敗，成為練習賽的副將。
在對白零高中練習賽中，後來應隱居監督的安排，改變出場次序，成為練習賽的次鋒。
關東預選賽擔任次鋒﹐以毫不精通的上段、中段及單手對應對手﹐目的為了讓夥伴看到二刀流的構造。
朝霧直
櫻夏劍道部原副部長﹐高中三年級，男性。是櫻夏劍道部「最後的王牌」。
在去年關東賽後離開劍道部﹐最近從德國回日本﹐神宮劍的挈友。
初中一年級時﹐成績第一﹐除了考試以外不會回校﹐父親是厲害的公司的社長﹐政治家或警察都會給面子﹐同學對他都避諱三分。被家庭灌輸「排除徒勞﹐得到結果」成長。在自己佔據了的地方遇上神宮劍﹐對他的訓練多番阻礙﹐但神宮都沒有放棄成為正式的劍道成員。後來被神宮的毅力打動﹐加入劍道部﹐並在3年間超越了神宮﹐以成為日本第一為目標一同進發。因為父親要求到外國留學﹐便提出交易﹐如果比賽嬴了就不用留學。可是﹐在關東預選賽中﹐櫻夏高中對練兵高中的比賽中落敗﹐直 也須放棄劍道到外國留學去。
初時因外表像加上講外語，被黑鐵等人以為是外國人，為黑鐵選了適合他的竹刀。後來再在後巷遇上黑鐵等人﹐以靈巧的拋擲擊倒江花青春，自稱在去年關東預選使左手肘部傷了韌帶，已經治不好，但擊倒青春時是卻是左手，離開後被大家曉知真相。
黑鐵博人對直宣言在今年的關東預選賽一定會嬴，請他一定要去看比賽。
見証了櫻夏各成員在關東預選賽的努力後，決定不回外國，選擇留在櫻夏高中劍道部，以副部長身份引領全員稱霸全國。
筧吾郎
櫻夏高中劍道部部員，高中二年級，有著蓬鬆的髮型，有很強的自尊心的男性。
初時對博人的能力非常否定，認為他是拖後腳的部員，最後肯定他的才能。
在白零高中練習賽的正式選手選拔時對決博人以和局收場，成為練習賽的先鋒。
原本在關東預選擔任副將﹐後因跟黑鐵博人決戰落勝，將正式選手權讓給博人。
隱居武文
櫻夏高中劍道部的監督，長著鬚子，頭髮蓬亂的中年男人。曾偷窺白鳥燕更衣。
在20年前身為IH賽的大將﹐對那場比賽很難忘﹐在當時決心成為教練。
曾與小朱里一同研究練習菜單，智趣相投。
為了在白零高中練習賽勝出，更改原本的出場次序。使博人成為「被捨棄的大將」。後來對博人說:「和失敗相乎的男人是不存在的。」這話啟發了博人想嬴，並為了成為正式選手，帶博人去學習劍道，去看別人的打法。
受親戚所託磨練江花青春，在隱居武文的道場收留過江花青春一段時間。
對江花青春說如果在櫻大杯新人劍道大會新人賽獲勝就讓他成為正式選手﹐原來是騙人的。
因為關東預選賽第二戰﹐部員們狀態不好﹐認為IH賽較重要﹐所以在關東預選賽第三戰使櫻夏高中劍道部棄權。
木野子六郎
櫻夏高中劍道部部員，高中二年級，男性﹐特徵是有個遮了雙眼的磨菇頭。
猿飛優
櫻夏高中劍道部部員，高中二年級，男性﹐外型像一線眼的眼鏡大叔。
在「吊竹地獄」測試中，被擊中31次。

### 女子劍道部
白鳥燕#登場人物
白鳥孔雀
高中三年級﹐女性﹐女子劍道部部長﹐白鳥燕的姊姊。
鍵宮姬
高中二年級﹐女性﹐女子劍道部副部長﹐與朝霧直是青梅竹馬﹐喜歡著直。
蜂水舞
高中一年級﹐女性﹐女子劍道部部員。

### 白零高中
在全國高中大會個人賽中二連霸，真正的日本第一主將劍聖夜鷹所率領的名門高中
夜鷹泰山
白零高中三年級，白零高中劍道部大將，人稱日本第一的大將——「劍聖」，對部員很溫柔，嬴的話會誇獎，輸的話會鼓勵。
曾與朱里交鋒，被承認為很強的人。對決中斷後，期待著朱里那名「櫻一刀流」的繼承者出現。
在櫻夏高中練習賽中對決黑鐵博人，在常人眼中博人的一擊只是初學者無謀的刺擊，但泰山認為如果博人的基礎更好的話，會有意想不到的力量。希望博人能追上來，在夏天再會。
被朱里稱擁有與黑鐵博人相同的「眼」。
夜鷹七海
鳥堂真弓
白零高中三年級，白零高中劍道部副將，是長白髮的男生。
鎧坂剛
白零高中二年級，白零高中劍道部部員，男性，喜歡對童子晴臣的冷笑話評分，與童小晴臣是劍道組合。
童子晴臣
白零高中二年級，白零高中劍道部部員，女性，喜歡說冷笑話，經常向夜鷹泰山展露所謂比賽中的必殺技，其實只是搞笑，與鎧坂剛是劍道組合。
児島隆
大狼空
白零高中一年級，白零高中劍道部中堅，經常笑，喜歡玩，戴髮夾的男生，曾認為小朱里是小朋友。超喜歡夜鷹前輩。
在都大會決勝戰經常與葉櫻士道對戰。
在櫻大杯新人劍道大會新人賽準準決勝戰擔任先鋒落敗，曾對黑鐵博人說在準決賽見，事後因落敗感到不甘心。
關東預選賽決勝戰擔任先鋒。
森
白零高中一年級，男性，在櫻大杯新人劍道大會新人賽準準決勝戰中擔任中堅落敗。
塚本
白零高中一年級，男性，櫻大杯新人劍道大會新人賽準準決勝戰中擔任大將落敗。
童子
白零高中〇年級，男性，關東預選決勝戰擔任次鋒。

### 落陽高中
由「怪物」馬空為首的全國頂級水準的5位劍士聚集而成的王者高中
馬空
落陽高中主將，男性。人稱「怪物」。
灰咲芭蕉
落陽高中二年級正式選手，先鋒，外表陰沉的男性。
關東預選賽擔任次鋒。
護国無人
落陽高中三年級正式選手，中堅，男性，相信佛教。
錫森透
落陽高中一年級二軍，大將，男性，相信佛教。
禍津
落陽高中一年級，男性，認為自己的劍有靈氣。
靈峰陽
落陽高中一年級，男性，葉櫻士道以前的挈友，據說為了戰勝士道背叛了他，加了落陽高中。

### 城禮高中
參加櫻大杯新人劍道大會新人賽的隊伍之一
音無奏
城禮高中一年級，男性，掌握動作節奏的劍士。
在櫻大杯新人劍道大會新人賽準準決勝戰中擔任中堅獲勝。
在櫻大杯新人劍道大會新人賽準決勝戰中擔任先鋒，在落敗後期待與江花青春在IH賽再戰。
番田
城禮高中一年級，男性，認為劍道是可簡單體現快感的遊戲。
在櫻大杯新人劍道大會新人賽準準決勝戰中擔任先鋒獲勝。
在櫻大杯新人劍道大會新人賽準決勝戰中擔任中堅。
大木昴
城禮高中一年級皇牌，男性，從東海的名門選拔出來，突然成為謎一樣的一年級生皇牌，貫徹反擊技的劍士。看出了黑鐵博人是給「劍聖」夜鷹留下傷痕的男人。
在高中一年級在別校就讀，當時很討厭被叫作「獨活的大木」，認為所謂「只是高大」等同於「沒有特長」，所以不想被人叫作「只是高大」，所以努力練習，可惜弄傷了左腳。因為阿基里斯腱受傷，不能好好走路，並以「反擊技」重新練習。後來被城禮高中的人挖角過來，成為謎之邪道劍士。
在櫻大杯新人劍道大會新人賽準準決勝戰中擔任大將獲勝。
在櫻大杯新人劍道大會新人賽準決勝戰中擔任大將，落敗後因與黑鐵博人對戰喜歡了「獨活的大木」這外號。

### 鍊兵高中
3年前西東京最強，會吞食掉白零高中的強豪中的強豪，在關東預選中擊敗櫻夏高中，二刀流派。
白銀光輝
鍊兵高中二年級，男性。被稱改變了鍊兵高中的傳聞中的二年級生，據說因為他的加入，鍊兵才能一躍成名成為「強豪」，是使其再生，被受矚目的皇牌。
黑鐵博人以前憧憬著的「英雄」，在很多方面都很厲害的人。
關東預選賽擔任副將。
柴
鍊兵高中〇年級，男性，關東預選賽擔任先鋒。
坂上
鍊兵高中〇年級，男性，關東預選賽擔任次鋒。
海原丈
鍊兵高中三年級，男性，關東預選賽擔任中堅。
努門
鍊兵高中三年級，男性，關東預選賽擔任大將。

### 東三高中
布田
東三高中一年級，男性，櫻大杯新人劍道大會新人賽第一場的先鋒。
二上
東三高中一年級，男性，櫻大杯新人劍道大會新人賽第一場的中堅。
芝井
東三高中一年級，男性，櫻大杯新人劍道大會新人賽第一場的大將。

### 雲鶴高中
每年初戰都不戰而敗，有著「劍道的本質不是為了分出勝負」的理念，不出戰於任何大會及對外比賽。雖然是東京，但實際上是位於西邊深山處的學校，是間與眾不同的學校。
刀条真 #登場人物
豬戶猛
雲鶴高中三年級，男性。
貓宮晴
雲鶴高中一年級，男性。與貓宮雨是孖生兄妹。
貓宮雨
雲鶴高中一年級，女性。與貓宮晴是孖生兄妹。
狐賀敦之
雲鶴高中二年級，男性。

### 洸南高中
綠川
洸南高中二年級，男性，關東個人賽前八強。

### 亞角工業
利用收集的情報作出詳細對策及具有強大黏著性的戰術而聞名。

### 築馬商業
畑
坂上
岡
大暮
上田

## 其他角色
黑鐵陽子
博人的母親，在第一話出場，曾為珍視的人偶稱作小町，後來改口叫朱里，對會說話的人偶(小朱里)當作親女兒般親切。曾在家中煮納豆飯給大家吃。
黑鐵悟
博人的父親，在第一話出場，和尚般的造型，對家中成員甚親切。
細川
朝霧直的秘書，女性，直因為不回外國，叫細川轉達父親不回德國的事。為了不讓她難做，送她德國機票及帶薪休假。
尾上
隱居武文的恩師，男性，已殉。20年前，櫻夏高中僅僅一次獲得度大會優勝權，在IH晉身亞軍的黃金時代的教練。

## 相關比賽
櫻夏高中對白零高中練習賽
櫻夏高中為紅方 ，白零高中為白方
先鋒戰：筧吾郎對鎧坂剛 ，紅方3犯及被擊中面部，白方以0-2取勝
次鋒戰：由利瞬太對童子晴臣  ，紅方被擊中面部及擊中前臂，白方以0-2取勝
中堅戰：神宮劍對大狼空 ，紅方以擊面部擊中取1分，後使白方昏迷，令白方自動棄權，紅方以2-0取勝
副將戰：葉櫻士道對鳥堂真弓 ，紅方以擊中身體取1分，白方以擊中臉部取1分，紅方再以擊中臉部取1分，紅方以2-1取勝
大將戰：黑鐵廣人對夜鷹泰山 ，白方以刺擊取1分，以擊中面部取1分，白方以0-2取勝
總結為3-2，白零高中獲勝
櫻大杯新人劍道大會新人賽
第一場
櫻夏高中對東三高
先鋒戰：江花對布田 ，江面以擊中臉部取分，櫻夏以2-0完勝
中堅戰：葉櫻對二上 ，葉櫻以擊中臉部取分，櫻夏以2-0完勝
大將戰：黑鐵對芝井，黑鐵以擊中身體取分，櫻夏以2-0完勝
總結為3-0，櫻夏高中獲勝
準準決勝戰
城禮高中對白零高中
先鋒戰:番田對大狼
中堅戰:音無對森
大將戰:大木對塚本
總結為1-2，城禮高中獲勝
準決勝戰
城禮高中對櫻夏高中
先鋒戰:音無對江花 ，第一回番田擊中臉部取1分，第二回和局，第三回江花擊中臉部取1分，以1-1和局
中堅戰:番田對葉櫻 ，葉櫻以擊中臉部，2:0獲勝
大將戰:大木對黑鐵 ，第一回大木以擊中面部取1分，第二回和局，第三回黑鐵以擊中身體取1分，以1-1和局
總結為2-1，櫻夏高中獲勝
決勝戰
櫻夏高中與毫無陣營的弱小校對決，由葉櫻與江花引領櫻夏獲勝
最後櫻大杯新人劍道大會新人賽由櫻夏高中獲勝
關東預選賽
初賽
櫻夏高中對築馬商業
先鋒戰：江花對畑 ，江花勝
次鋒戰：由利對坂上 ，由利勝
中堅戰：葉櫻對岡 ，葉櫻勝
副將戰：黑鐵對大暮 ，黑鐵勝
大將戰：神宮對上田 ，神宮勝
總結為5-0，櫻夏高中獲勝
第二戰
櫻夏高中對鍊兵高中
先鋒戰：江花對柴，柴勝
次鋒戰：由利對坂上，第一回坂上以擊中面部取1分，第二回由利體力不支，坂上以0-2取勝
中堅戰：葉櫻對海原，葉櫻勝
副將戰：黑鐵對白銀，第一回黑鐵掉劍，白銀取1分，第二回黑鐵以擊中身體取一分，第三回和局，以1-1和局
大將戰：神宮對努門，第一回神宮以擊中面部取1分.第二回努門以擊中面部取1分，第三回努門以擊中面部取1分，以2-1取勝
總結為3-2，櫻夏高中獲勝
第三戰
櫻夏高中棄權。
決勝戰
白零高中對落陽高中
先鋒戰：大空對錫森，大空勝
次鋒戰：童子對灰咲，灰咲勝
中堅戰：鎧坂對禍津，禍津勝
副將戰：鳥堂對護國，護國勝
大將戰：夜鷹對靈峰，靈峰勝
總結為1-4，落陽高中獲勝
全國高中聯賽‧東京預選賽
第一戰中，雲鶴高中對洸南高中，雲鶴高中獲勝出線。第二戰雲鶴高中獲勝出線。
第一戰中，櫻夏高中對亞角工業，櫻夏高中獲勝出線。第二戰櫻夏高中對雲鶴高中。
第二戰
櫻夏高中對雲鶴高中
先鋒戰：狐賀對江花，江花以擊中臉部，2:0獲勝
次鋒戰：貓宮晴對朝霧，朝霧以擊中臉部，2:0獲勝
中堅戰：貓宮雨對葉櫻，貓宮以擊中面部取1分﹐葉櫻以擊中面部取1分﹐超時以1-1和局
副將戰：刀條對黑鐵，黑鐵勝
大將戰：——
總結為櫻夏高中獲勝

## 用語
劍道
劍道的團體賽由5個人按順序上場，比較勝制的次數，每場比賽對決5局，每局5分鐘，分3回計算。

攻擊面部、前臂、身體成功可得分，得分兩次就可以獲勝一局
先鋒：決定比賽的走向與士氣突擊隊長。一般多由強攻的選手擔當。
次鋒：難以影響到全隊的勝敗。為了增加經驗，大部分隊伍都讓一年級擔當。
中堅：在2勝2敗等重要的情況下上場，比賽的中心。一般多由第二強的選手擔當。
副將：按情況不會勉強取勝使其平局 將機會留給大將，一般多由有頭腦的選手擔當。
大將：大部份情況下會2勝2敗的局面時上場，支撐隊伍的頂樑柱。基本上都由最強選手擔當。
詳情參考劍道
IHInter-Highschool 日本高中全國大賽/高等學校總合體育大會
「眼」
能把事物、動態看得很清楚，但會感到疲累。目前是黑鐵博人和夜鷹泰山擁有的才能。
「吊竹地獄」
在3分鐘之內盡可能不要被竹子擊中，按照竹子擊中的次數來進行評價，是動態視力和身體靈巧度的綜合測試。
「讀心」
以猜拳為例，先向對方公佈自己的手勢，在基礎上分析對方的手勢，再作打算。
「屬性克制」
「突刺技」
自發以最快速度進攻。克制偽裝技。
「反擊技」
瞄準對方攻擊過來的一瞬間進行反擊。克制突刺技。
「偽裝技」
裝作進攻的樣子讓對手失算。克制反擊技。
「以面制面」
是突刺技，同時也是反擊技，在出現合面的情況下壓下對方的竹刀進行攻擊﹐通過高度集中力與準確度瞄準對方的竹刀所釋放的技能﹐是於現代劍道中被成為奧義的招式。

### 招式
「櫻一刀流」
被頌為當時劍道最強的劍之名，是一個擊劍的流派，隨著武士時代的終結而誕生的--用竹刀互相擊打的競技劍術，也就是現在的「劍道」。「櫻一刀流」原本是為了力量處於弱勢的女子所誕生的劍術，不是通過力量或速度，而是利用對手的移動進行的反擊技。以躲開敵人的攻擊，利用對方的力量斬回去進行特殊化的劍術。「櫻一刀流」在七代目刀條朱利那一代那場大火中幾乎失去所有弟子，而八代目是當時唯一存下來的人，在之後，「櫻一刀流」變成獨子相傳，後來九代目再次復興道場，雖然與過去的興盛相反，但現今還在無人知曉之處繼續傳承著，直到現今的十五代目——刀條真。
當中的招式:
「花足」
「月雨」
「櫻花七式」只能在必中的狀況下才能放出
一之太刀——「五月雨」
讀出對方的動作，釋放不可躲避的刺擊。
一之太刀——「五月雨·眉月」
在突刺的一瞬間追擊活動的對象，只能依靠黑鐵博人的「眼」才做到的秘計。
一之太刀——「五月雨·無月」
以最後的餘力引發對方的攻擊，並進行反擊。
二之太刀——「陽炎」
裝作刺擊的引誘攻擊，再進行反擊，面對熟知「五月雨」的敵人愈有發揮價值。
三之太刀——「飛花」
利用與「五月雨」、「陽炎」為相同架式的偽裝技來引誘，瞬間用右手使出最速最短的刺擊面。
四之太刀—— 詳細不明。
終之太刀——「現身」
可持續加以改良的招式﹐其內在與「以面制面」相似﹐分別在向前揮下時已經擊倒對方﹐對時機上的要求是普通情況下的十倍。奠定了櫻為天下無雙的七式寶劍。在第八代目之後失去傳承的招式。
「新七式」由刀條真刻苦鑽研所繼承的「新‧櫻花七式」。
新一之太刀——「時雨」
由刀條真創的新招式，貌似以快攻擊中面部的模式。
新二之太刀——「不知火」
由刀條真創的新招式，用防具接下對手攻擊後在反擊，在沒有防具的時代無法使用的招數，是隨時代進步的「新櫻花七式」﹐經過一百五十年演變的招式。
「凍鶴」—— 詳細不明。
「春雷」—— 詳細不明。
「神無」—— 詳細不明。
「二刀流」
擁有可以按照對手的行動自由變換的架勢，在劍道比賽中，二刀流是允許的。練兵高中全員在關東預選賽使用的架勢。
「片天之式」
對應上段，將防禦強化的架式。
「互陽之式」
對應右單手的架式。
「無之式」
擺出極其自然的狀態，打出無法預測的劍的軌跡。
上段——「火之式」
以最長的伸臂打出最快的一斬的超攻擊性戰鬥類型
一閃
全力的一刀，力量能貫穿一把竹刀的一擊。
打架鬥法
為了破解音無奏的節奏掌握，江花青春將自己擅長的打架技巧和靈活性加入融入自己的劍道，形成他的專有技能。
虛之先劍
以腳趾的動作向前移動，不知不覺減少距離，並配合「青眼的架勢」完成的技能。
青眼的架勢
比起普通的架勢，竹刀會稍微高出一些，是正好瞄準並指向對手「視線」的架勢，產生眼睛的錯覺，無法知曉竹刀的長度，令距離感變淡。

## 出版書籍
| 卷數 | 日文副標題 | 中文副標題   | 集英社        | 集英社                 | 東立出版社    | 東立出版社             |
| 卷數 | 日文副標題 | 中文副標題   | 發售日期      | ISBN                   | 發售日期      | ISBN                   |
| ---- | ---------- | ------------ | ------------- | ---------------------- | ------------- | ---------------------- |
| 1    |            | 英雄         | 2011年12月2日 | ISBN 978-4-08-870359-6 | 2014年3月24日 | ISBN 978-986-337-234-9 |
| 2    |            | 大將 黑鐵    | 2012年2月3日  | ISBN 978-4-08-870378-7 | 2014年5月5日  | ISBN 978-986-337-235-6 |
| 3    |            | 青春         | 2012年5月2日  | ISBN 978-4-08-870423-4 | 2014年6月23日 | ISBN 978-986-337-236-3 |
| 4    |            | 起點的下一步 | 2012年7月4日  | ISBN 978-4-08-870469-2 | 2015年1月22日 | ISBN 978-986-337-237-0 |
| 5    |            | 最後的王牌   | 2012年9月4日  | ISBN 978-4-08-870502-6 | 2015年4月23日 | ISBN 978-986-337-238-7 |
| 6    |            | 櫻夏的黎明   | 2012年11月2日 | ISBN 978-4-08-870537-8 | 2015年5月21日 | ISBN 978-986-337-239-4 |
| 7    |            | 櫻之資格     | 2013年1月4日  | ISBN 978-4-08-870601-6 | 2015年9月4日  | ISBN 978-986-337-240-0 |
| 8    |            | 我的一切     | 2013年4月4日  | ISBN 978-4-08-870651-1 | 2015年10月8日 | ISBN 978-986-337-241-7 |

## 脚注

### 書籍資訊
1. ↑  .   [2011-12-11]. （原始内容存档于2020-09-22）.
2. ↑  .   [2012-02-03]. （原始内容存档于2018-10-21）.
3. ↑  .   [2012-05-02]. （原始内容存档于2018-10-21）.
4. ↑  .   [2012-07-09]. （原始内容存档于2018-10-21）.
5. ↑  .   [2012-11-14]. （原始内容存档于2018-10-21）.
6. ↑  .   [2012-11-14]. （原始内容存档于2018-10-21）.
7. ↑  .   [2013-01-04]. （原始内容存档于2018-10-21）.
8. ↑  .   [2013-04-04]. （原始内容存档于2018-10-21）.

## 外部連結
- 週刊少年JUMP官方網站
- 『クロガネ』 集英社ヴォイスコミックステーション-VOMIC-